# Индык, Семён Леонтьевич
Индык Семён Леонтьевич — командир 107-го гвардейского истребительного авиационного Одерского полка (11-й гвардейской истребительной авиационной дивизии, 2-го гвардейского штурмового авиационного корпуса, 2-й воздушной армии, 1-го Украинского фронта) в Великой Отечественной войне, участник Советско-финской войны и войны в Корее, гвардии подполковник.

## Биография
Родился 12 августа 1909 года в селе Грунь (ныне — Лебединского района, Сумской области Украины) в семье крестьянина. Украинец. Окончив 5 классов, трудился в домашнем хозяйстве, в 1929 году вступил в колхоз.
В Красной Армии с 1931 года. В 1933 году окончил Первую авиационную школу пилотов имени Мясникова; через год сдал экстерном экзамены по программе военного училища. Служил лётчиком-инструктором в лёгкой бомбардировочной авиации, командовал отрядом истребителей, затем особой истребительной авиационной эскадрильей. Член ВКП(б)/КПСС с 1938 года.
Участник советско-финской войны. За мужество и отвагу, умелые действия в боях против финнов в 1940 году награждён орденом Красного Знамени.
Участник Великой Отечественной войны с июня 1941 года. Сражался на Сталинградском, 3-м и 1-м Украинском фронтах.
Командир 107-го гвардейского Одерского истребительного авиационного полка (11-я гвардейская истребительная авиационная дивизия, 2-й гвардейский штурмовой авиационный корпус, 2-я воздушная армия, 1-й Украинский фронт) гвардии подполковник Семён Индык умело руководил боевыми действиями полка, к маю 1945 года совершил 93 боевых вылета, в 21 воздушном бою сбил 8 самолётов противника.
Указом Президиума Верховного Совета СССР от 27 июня 1945 года за мужество и отвагу, умелое руководство авиационным полком в боях с врагом, гвардии подполковнику Индыку Семёну Леонтьевичу присвоено звание Героя Советского Союза с вручением ордена Ленина и медали «Золотая Звезда» (№ 6551).
После войны отважный лётчик-истребитель продолжал службу в ВВС СССР. Принимал участие в войне в Корее. Летал на МиГ-15. В 1954 году С. Л. Индык по состоянию здоровья уволился в запас. Жил в областном центре Украины — городе Черкассы. Скончался 31 января 1980 года.

## Награды
Награждён орденом Ленина, четырьмя орденами Красного Знамени, орденом Красной Звезды, медалями.

## Память
В селе Катериновка Лебединского района Сумской области установлен бюст Героя.